# Heiligung (Protestantismus)
Heiligung bezeichnet in der evangelischen Theologie das neue Leben des Christen aus der Rechtfertigung. In der Dogmatik wird die Heiligung im Lehrstück De sanctificatione innerhalb der Soteriologie behandelt.
Nach der Reformation im aufkommenden Pietismus, im Methodismus und in der Heiligungsbewegung fand eine Bedeutungsverschiebung in Richtung Erfahrungschristentum statt: Heiligung wurde nun auch als praktisches Handeln und persönliche Verantwortung des Christen verstanden. Ab Mitte des 19. Jahrhunderts wurden einzelne Kirchen weltweit als Heiligungskirchen bezeichnet.
In der römisch-katholischen Theologie bezeichnet das Wort Heiligung die Intensivierung der Christusverbundenheit der Gläubigen durch die Sakramente.

## Biblische Grundlegung
Von der Bibel ausgehend, ist „heilig“ keine Eigenschaft, sondern ein Verhältnisbegriff. Heilig ist, was zu Gott gehört und dann auch eine Lebensgestaltung, die der Gemeinschaft mit Gott entspricht.
Paulus ist der Kronzeuge für das Konzept der Rechtfertigung, das in den aus der Reformation hervorgegangenen Kirchen von zentraler Bedeutung ist. Die Neutestamentlerin Hanna Stettler legte 2014 eine umfassende Arbeit zum Thema „Heiligung bei Paulus“ vor und kam unter anderem zu folgenden Ergebnissen:
- Rechtfertigung und Heiligung folgen nicht aufeinander; beide werden in der Taufe zugeeignet. Allerdings bevorzugt Paulus die Rechtfertigungsterminologie, wenn es um den Anfang des Christseins geht, und die Heiligungsterminologie, wenn es um das gegenwärtige und zukünftige Leben der Christen geht.[4]
- Paulus interessiert sich für die Heiligung der Gemeinde und erst darin eingebettet auch für die Heiligung von individuellen Christen.[5]
- Die Liebe zu Gott ist Inbegriff der Heiligung, zentral ist der Gottesdienst (Lobpreis, Bittgebet und Danksagung; vgl. 1 Thess 5,14–23 LUT).[6]
- Die Christen sollen in Distanz zur Welt leben, aber die Heiligung umfasst verschiedene Aspekte des Alltagshandelns.[7]
- Obwohl alle Christen von Anfang an ganz geheiligt sind (1 Kor 6,11 LUT), gibt es für Paulus ein Wachstum in der Heiligung (1 Thess 5,23 LUT).[8]

## Lutherische Tradition
Die lutherischen Bekenntnisschriften gliedern das Apostolische Glaubensbekenntnis in drei Teile:
- Schöpfung (Gott Vater);
- Erlösung (Jesus Christus);
- Heiligung (Heiliger Geist).

Lag die Zuordnung der ersten beiden Teile des Apostolikums zu Schöpfung und Erlösung inhaltlich nahe, so suchte Luther lange nach einer einfachen katechetischen Formel für die Inhalte des dritten Teils. Erst 1528 ist diese gefunden: „Ich gläube an Gott Vater, der mich geschaffen hat, ich gläube an Gott den Sohn, der mich erlöset hat, ich gläube an den Heiligen Geist, der mich heilig machet.“ Diese Formulierungen sind missverständlich im Sinne eines naiven Tritheismus, weshalb Luther sie auch trinitätstheologisch ausarbeitete. Dabei zeigt sich, dass Erlösung und Heiligung eng aufeinander bezogen sind.
Während Schöpfung und Erlösung in der Vergangenheit liegen, ist die Heiligung Gegenwart bzw. setzt sich in die Zukunft hin fort. Der Heilige Geist „verordnet eine Gemeinde auf Erden, dadurch er alles redet und tuet.“ Roland Gebauer betont, dass Heiligung für Luther keine Erneuerung des Menschen an sich sei, sondern „die Dynamik der gelebten Christusbeziehung.“ Im Sinn dieser Dynamik gebe es für Luther auch Fortschritte in der Heiligung.
„…itzt bleiben wir halb und halb reine und heilig, auf daß der heilig Geist immer an uns erbeite durch das Wort und täglich Vergebung austeile bis in jenes Leben, da nicht mehr Vergebung wird sein, sondern ganz und gar rein und heilige Menschen … in einem neuen unsterblichen und verklärten Leib.“ (Großer Katechismus)

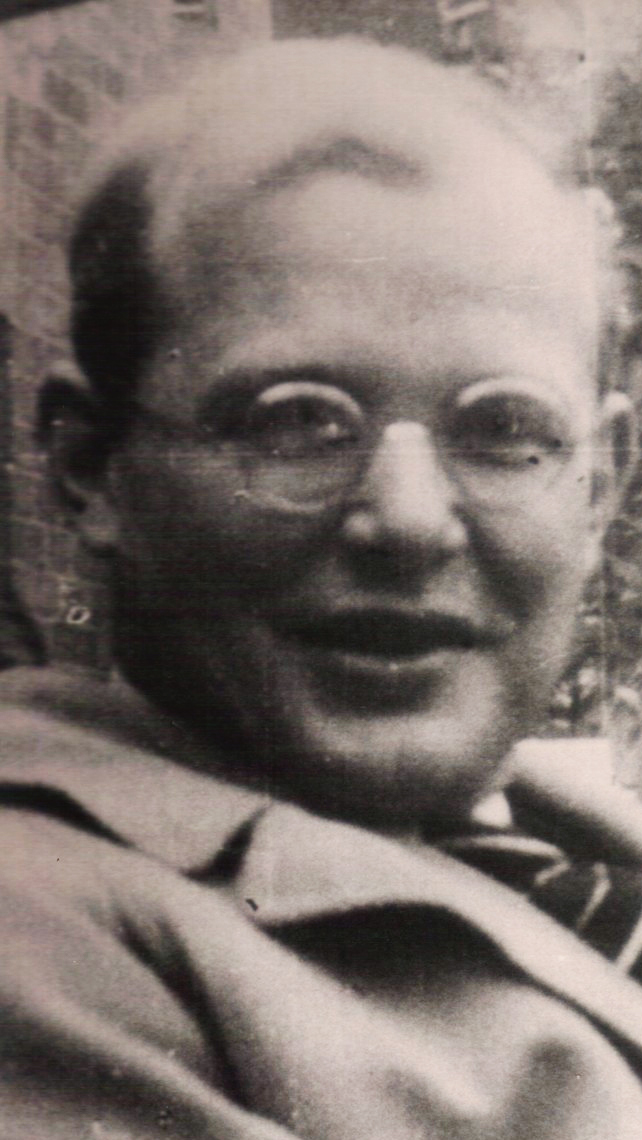
Dietrich Bonhoeffer (um 1938)

Philipp Melanchthon stimmte zunächst mit Luther überein und gebrauchte entsprechende Formulierungen (Wiedergeburt) in der Apologie des Augsburger Bekenntnisses. Aber später kam es, auch durch die Auseinandersetzung mit Andreas Osiander, zu einer folgenreichen Verschiebung: Melanchthon verstand Rechtfertigung als Nichtzurechnung der Sünde, Heiligung als ein darauf folgendes Geschehen. In der Konkordienformel wurde die Rechtfertigung dann zu einem äußerlichen, forensisch-imputativen Geschehen verkürzt, einem „als ob“: der Mensch gelte vor Gott als gerecht, bleibe aber innerlich unverändert. Wilfried Joest analysiert: Wenn Rechtfertigung als ein Amnestieakt verstanden wird, wird Heiligung „etwas, das nachfolgen muß, und dieses ‚muß‘ kann zum Problem werden.“ Das Geschenk der Rechtfertigung und diese diffuse Verpflichtung ließen sich schwer zusammendenken, ohne ins Fahrwasser eines Moralismus zu geraten.
Dietrich Bonhoeffer legte mit dem Buch Nachfolge einen Neuentwurf vor; „so bemächtigte er sich eines Themas, das zum ausschließlichen Besitz der Pietisten geworden war“ (Eberhard Bethge). Darin rechnete er polemisch mit der forensisch-imputativen Rechtfertigungslehre des zeitgenössischen Luthertums ab. Das Buch, geschrieben unter den Bedingungen des Kirchenkampfes, erreichte eine ungewöhnlich große Leserschaft. Karl Barth entwickelte seine Konzeption der Heiligung mit Bezug auf Bonhoeffer.
Moderne lutherische Entwürfe bemühen sich, das reformatorische Verständnis der Rechtfertigung und Heiligung unverkürzt zur Geltung zu bringen: „Rechtfertigung ist nicht nur Zurechnung des Werkes Christi, sondern auch Wiedergeburt und kann nicht ohne neuen Gehorsam bleiben.“ (Edmund Schlink) „Die Rechtfertigung ist nie ohne Heiligung. Genauer, sie ist nichts ohne Heiligung.“ (Wilhelm Dantine)

## Reformierte Tradition

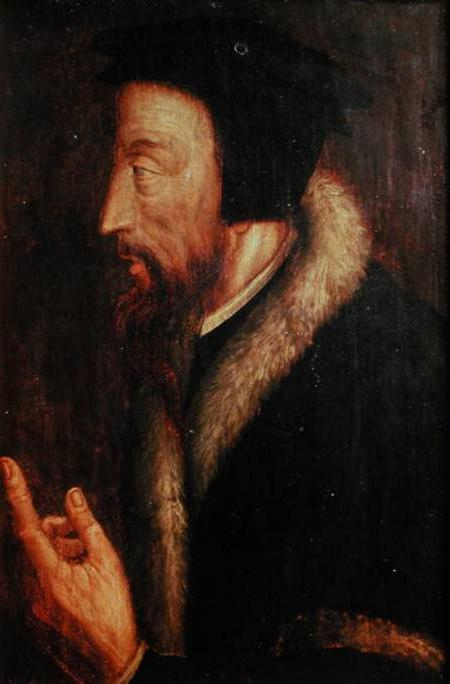
Johannes Calvin

Der Heidelberger Katechismus erklärt das Verhältnis von Rechtfertigung und Heiligung so:
„Frage 70: Was heißt, mit dem Blut und Geist Christi gewaschen sein?
- Es heißt, Vergebung der Sünde von Gott aus Gnade haben um des Blutes Christi willen, das er in seinem Opfer am Kreuz für uns vergossen hat. [=Rechtfertigung]
- Es heißt ferner, durch den Heiligen Geist erneuert und zu einem Glied Christi geheiligt sein, so dass wir je länger je mehr der Sünde absterben und ein Leben führen, das Gott gefällt. [=Heiligung]“

Die für den Heidelberger Katechismus charakteristische Formel „mehr und mehr“ deutet auf ein Wachstum in der Gemeinschaft und in der Vereinigung mit Christus. Dies war ein Anliegen Johannes Calvins, der von einer doppelten Wohltat bzw. Gnade Gottes (duplex gratia) spricht: „Einerseits werden wir mit Gott versöhnt…, andererseits werden wir durch seinen Geist geheiligt und trachten nun nach Unschuld und Heiligung unseres Lebens.“ Das Verhältnis von Rechtfertigung und Heiligung wurde von Calvin als differenzierter Zusammenhang analysiert, wobei er sich auf 1 Kor 1,30  bezog. Eine simple zeitliche Reihenfolge scheidet aus; Calvin betont anders als Luther das „zugleich“ (simul). Rechtfertigung ziele auf Heiligung – Heiligung wurzele in Rechtfertigung. In der Versöhnung des Menschen mit Gott beginne seine Wiedergeburt (regeneratio).
Dabei ist Heiligung ebenso wie Rechtfertigung ein Handeln Gottes am Menschen, und „es kommen auch die frömmsten Menschen in diesem Leben über einen geringen Anfang dieses Gehorsams nicht hinaus.“ (Heidelberger Katechismus, Frage 114) Hier besteht ein deutlicher Unterschied zu John Wesley und der Heiligungsbewegung (siehe unten).
Karl Barth versteht Heiligung von Jesus Christus her. Christus wirke die Heiligkeit der Menschen, und sie seien insofern geheiligt, als sie an Christi Heiligkeit Anteil haben. Trotzdem (hier schließt sich Barth eng an Dietrich Bonhoeffers Polemik gegen die „billige Gnade“ an) gebe es ein aktives Mittun des Menschen, für das Barth die Kategorie der „Entsprechung“ gebraucht. „Gott handelt an uns und durch uns, indem er Gebrauch von unserer Aktivität macht.“ Barth illustriert dies durch Vergleich mit der Rolle des Ministranten in der römisch-katholischen Messe: der „Meßbub“ hat mit den entscheidenden Vollzügen der Messe nichts zu tun, er ist aber involviert, indem er „das Evangelien- und Epistelbuch hin und her trägt, ein bißchen weihräuchert und im entscheidenden Augenblick das Glöcklein läutet!“

## Pietismus
Die altprotestantische Orthodoxie konnte das Handeln Gottes mit dem Menschen als eine Art psychologischen Entwicklungsweg (ordo salutis) darstellen:
1. Berufung (vocatio),
2. Erkenntnis (illuminatio),
3. Bekehrung (conversio),
4. Rechtfertigung (iustificatio),
5. Erneuerung (renovatio) oder Heiligung (sanctificatio).

Daran konnte der Pietismus anschließen. Das Besondere des Hallischen Pietismus war das Verständnis der Bekehrung als einmaligem Akt und Lebenswende. Darauf folgte dann die Heiligung als Lebensgestaltung des bekehrten Christen nach den „Regeln Christi“ (Philipp Jakob Spener). Ihr galt das Interesse des Pietismus. Die am weitesten verbreitete Anleitung zur christlichen Lebensgestaltung waren Johann Arndts Vier Bücher vom wahren Christentum. Arndt brachte in die lutherische Theologie eine Akzentverschiebung ein: „von der Lehre auf das Leben, vom reformatorischen Rechtfertigungsglauben auf eine Wiedergeburts- und Heiligungsfrömmigkeit.“
Es besteht eine Ähnlichkeit zwischen Pietismus und Aufklärung. Diese interpretierte das Christentum als praktische Frömmigkeit oder gelebte Moral.

## Methodismus und Heiligungsbewegung

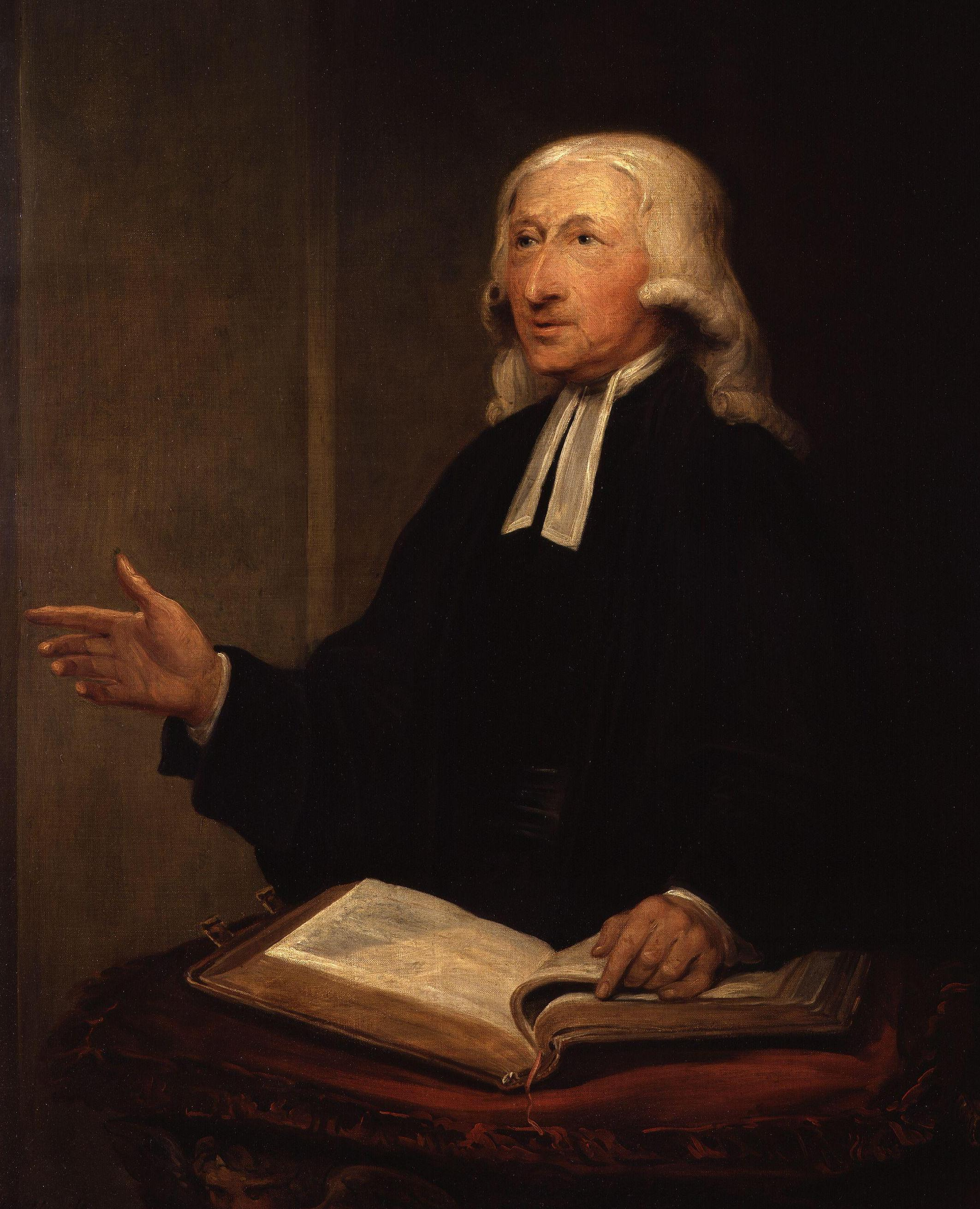
John Wesley

Die Heiligungsbewegung ist eine Weiterentwicklung innerhalb des Pietismus; Heiligung wird hier stärker als Handeln des Menschen denn als nur Handeln Gottes am Menschen verstanden.
John Wesley, einer der Gründer des Methodismus, war kein systematischer Theologe. Er vertrat ein Erfahrungschristentum, wobei er den ordo salutis der altprotestantischen Orthodoxie übernahm und so zu einem Nacheinander von Rechtfertigung (formale Gerechterklärung) und Heiligung (faktische Gerechtmachung) kam. Luthers Formel Simul iustus et peccator lehnte Wesley ab. Heiligung sei nicht nur eine Umgestaltung der menschlichen Gottesbeziehung, sondern auch der menschlichen Natur. Er hielt eine vollkommene Heiligung schon zu Lebzeiten für möglich.
Wesley formulierte im Jahr 1739 konkrete Regeln für das Fortschreiten in der Heiligung (The Nature, Design, and General Rules of Our United Societies). Sie lassen sich drei Hauptprinzipien zuordnen:
1. Nichts Böses tun (Verboten war beispielsweise: Entheiligung des Gottesnamens und des Sonntags, Kauf und Verkauf von Alkohol, Kauf und Verkauf von Sklaven, Lieder singen oder Bücher lesen, die nicht zur Kenntnis und zur Liebe Gottes führen).
2. Gutes tun (Beispiele: Allen hilfsbedürftigen Menschen Nahrung, Kleidung oder Erziehung zukommen lassen).
3. Alle Gnadenmittel (ordinances) Gottes gebrauchen: Besuch des Gottesdienstes, Predigten hören oder lesen, Abendmahlsempfang, Gebet in der Familie und allein, Bibelstudium, Fasten oder Abstinenz.

Die beiden ersten Prinzipien stellten klar, dass es nicht damit getan war, sich aus der „Welt“ zurückzuziehen und „rein“ zu bleiben; Christen sollten die Initiative ergreifen in konkreten Projekten der Nächstenliebe. Die General Rules waren für die frühen Methodisten verbindlich, wer sich nicht daran hielt, wurde vermahnt und schließlich ausgeschlossen. Die meisten Methodisten waren außerdem auch Mitglieder der Anglikanischen Kirche, was die Härte dieses Ausschlusses relativiert. Wenn sie umkehrten, konnten sie wieder aufgenommen werden.
Der evangelische Theologe Martin Honecker verweist darauf, dass die Heiligungsbewegung des 19. Jahrhunderts in ihren Anfängen in den USA stark sozialreformerisch engagiert war und z. B. für die Gleichberechtigung von Afroamerikanern und Frauen kämpfte. In Europa sei sie eher als religiöse Erweckungsbewegung aufgetreten. Honecker sieht das kritisch: „Im religiösen Verständnis wird die persönliche Heiligung, die Selbstheiligung hervorgehoben. Dies führt zur Trennung und Unterscheidung zwischen vollkommenen Christen (‚Geheiligten‘) und unvollkommenen Christen (‚Sündern‘).“

## Zweites Vatikanisches Konzil
Das Zweite Vatikanische Konzil hat Motive aus dem tridentinischen Dekret über die Rechtfertigung aufgenommen und das Verhältnis von Rechtfertigung und Heiligung für römisch-katholische Christen in folgender Weise definiert:
„Die Anhänger Christi sind von Gott nicht kraft ihrer Werke, sondern aufgrund seines gnädigen Ratschlusses berufen und in Jesus dem Herrn gerechtfertigt, in der Taufe des Glaubens wahrhaft Kinder Gottes und der göttlichen Natur teilhaftig und so wirklich heilig geworden (consortes divinae naturae, ideoque reapse sancti effecti sunt). Sie müssen daher die Heiligung, die sie empfangen haben, mit Gottes Gnade im Leben bewahren und zur vollen Entfaltung bringen (Eos proinde oportet sanctificationem quam acceperunt, Deo dante, vivendo tenere atque perficere).“ (Lumen gentium 40,1)
Der Codes des Kanonischen Rechts erwähnt nur knapp, dass es vielfältige Weisen gebe, auf die alle Gläubigen ein heiliges Leben führen und zur Heiligung der Kirche beitragen (c. 210), und geht dann in Buch IV auf den Heiligungsdienst (munus sanctificandi) der Kirche ein, womit die Liturgie gemeint ist.